# Franz Friedrich von Puttkamer
Franz Friedrich von Puttkamer (* 4. Februar 1735 in Ristow; † 4. August 1823 in Stettin) war ein preußischer Generalmajor und Ritter des Orden Pour le Mérite.

## Leben

### Herkunft
Franz Friedrich war Angehöriger des pommerschen Adelsgeschlechts Puttkamer. Er war ein Sohn des Erbherrn auf Ristow und Rötzenhagen, Erdmann Joachim von Puttkamer († 1763) und der Susanne Luise alias Barbara Erdmuth von Kameke. Er selbst blieb unvermählt und hinterließ keine Kinder.

### Werdegang
Puttkamer begann seine Laufbahn in der preußischen Armee 1754 als Gefreiterkorporal im Infanterieregiment Nr. 7. Er nahm mit diesem am Siebenjährigen Krieg, insbesondere den Schlachten bei Lobositz, Kolin, Breslau, Leuthen, Zorndorf, Kay, Kunersdorf, Torgau, den Belagerungen von Prag und Dresden, sowie den Gefechten bei Strehlen und Wittenberg teil. Bei Kunersdorf und Torgau wurde er jeweils verwundet. Während des Krieges avancierte er am 16. Mai 1757 zum Fähnrich, am 7. April 1758 zum Sekondeleutnant und am 26. November 1760 zum Premierleutnant. Nach dem Krieg wurde Puttkamer am 4. November 1768 zum Stabskapitän und am 12. Februar 1772 zum wirklichen Kapitän und Kompaniechef befördert. Hiernach stand er im Bayerischen Erbfolgekrieg im Felde. Er stieg am 26. November 1786 zum Major auf, wurde am 15. Juli 1789 Bataillonskommandeur seines Regiments, und wurde im Jahre 1790 mit diesem nach Schlesien in Marsch gesetzt. Am 12. Januar 1794 avancierte er zum Oberstleutnant und wurde am 5. Juni 1795 Kommandeur des Infanterieregiments Nr. 7. Er hat am 28. Mai 1798 bei der Revue in Stargard als Oberst im Regiment „Owstien“ den Orden Pour le Mérite erhalten. Seinen Abschied
erhielt Puttkamer am 2. Oktober 1800 mit dem Charakter eines Generalmajors und 800 Taler Pension.
Seinen Lehnsanspruch an den Gütern Vietzke und Marsow A trat er bereits 1770 an seinen Vetter Franz Georg Ludwig von Puttkamer ab.